# Carolina Shores
Carolina Shores és una població dels Estats Units a l'estat de Carolina del Nord. Segons el cens del 2000 tenia 1.482 habitants.

## Demografia
Segons el cens del 2000, Carolina Shores tenia 1.482 habitants, 766 habitatges i 593 famílies. La densitat de població era de 414,6 habitants per km².
Dels 766 habitatges en un 4% hi vivien nens de menys de 18 anys, en un 74,5% hi vivien parelles casades, en un 2% dones solteres, i en un 22,5% no eren unitats familiars. En el 20,5% dels habitatges hi vivien persones soles el 14,9% de les quals corresponia a persones de 65 anys o més que vivien soles. El nombre mitjà de persones vivint en cada habitatge era d'1,93 i el nombre mitjà de persones que vivien en cada família era de 2,17.
Per edats la població es repartia de la següent manera: un 3,9% tenia menys de 18 anys, un 1,6% entre 18 i 24, un 6% entre 25 i 44, un 29,4% de 45 a 60 i un 59,1% 65 anys o més.
L'edat mediana era de 68 anys. Per cada 100 dones de 18 o més anys hi havia 88,1 homes.
La renda mediana per habitatge era de 43.933 $ i la renda mediana per família de 48.527 $. Els homes tenien una renda mediana de 34.167 $ mentre que les dones 24.250 $. La renda per capita de la població era de 27.093 $. Entorn del 2,8% de les famílies i el 4,9% de la població estaven per davall del llindar de pobresa.

## Poblacions més properes
El següent diagrama mostra les poblacions més properes.